# Burg Veldenstein

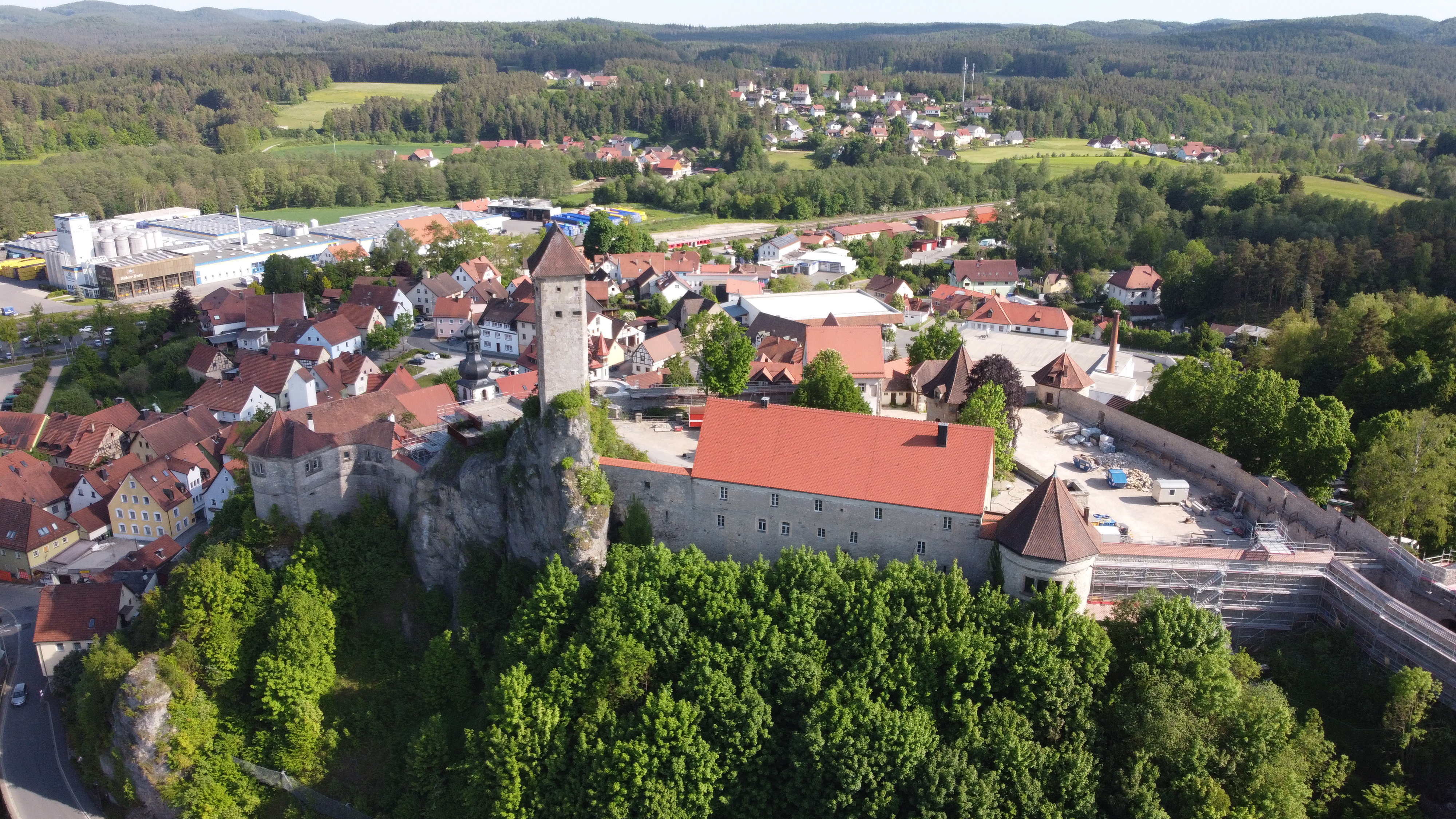
Luftbild der Sanierungsarbeiten im Juni 2021

Die Burg Veldenstein ist eine große, gut erhaltene mittelalterliche Höhenburg oberhalb von Neuhaus an der Pegnitz am südlichen Ende des Veldensteiner Forsts, etwa 50 Kilometer nordöstlich von Nürnberg in Bayern.

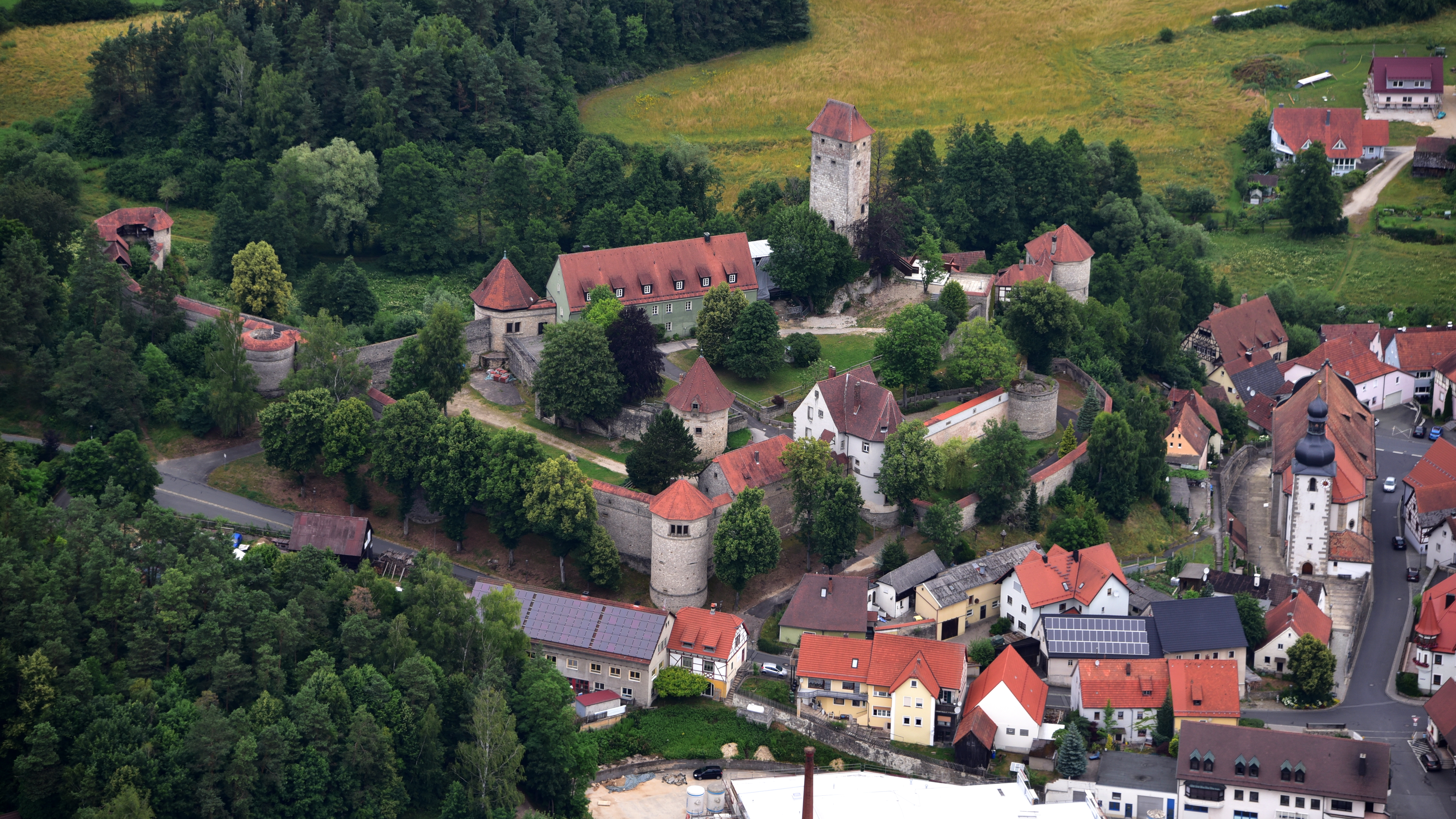
Burg Veldenstein, Luftaufnahme (2016)

## Geschichte der Burg

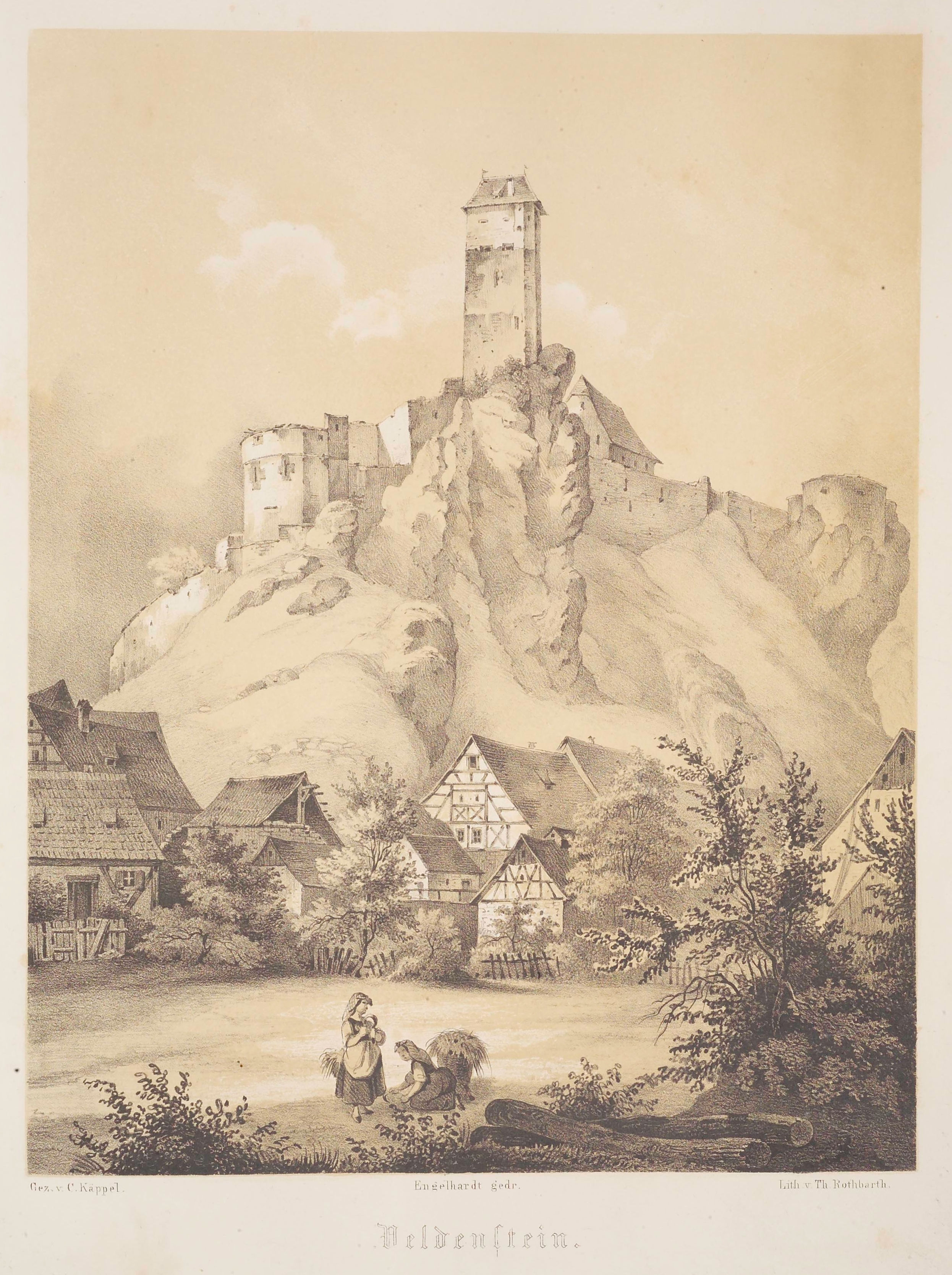
Burg Veldenstein, Lithografie (um 1840) von Theodor Rothbarth nach einer Zeichnung von Carl Käppel

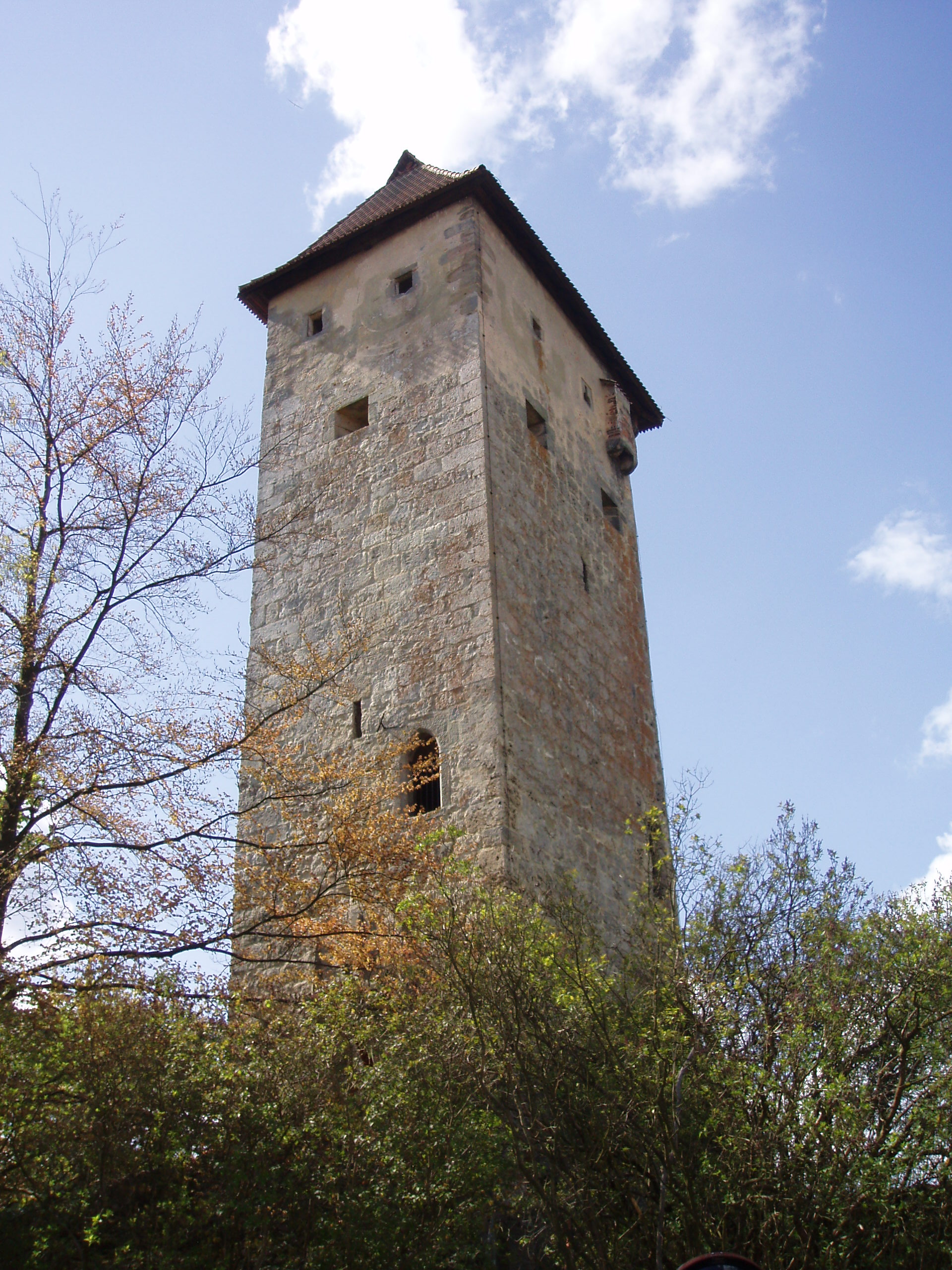
Nordostecke des Bergfriedes der Burg

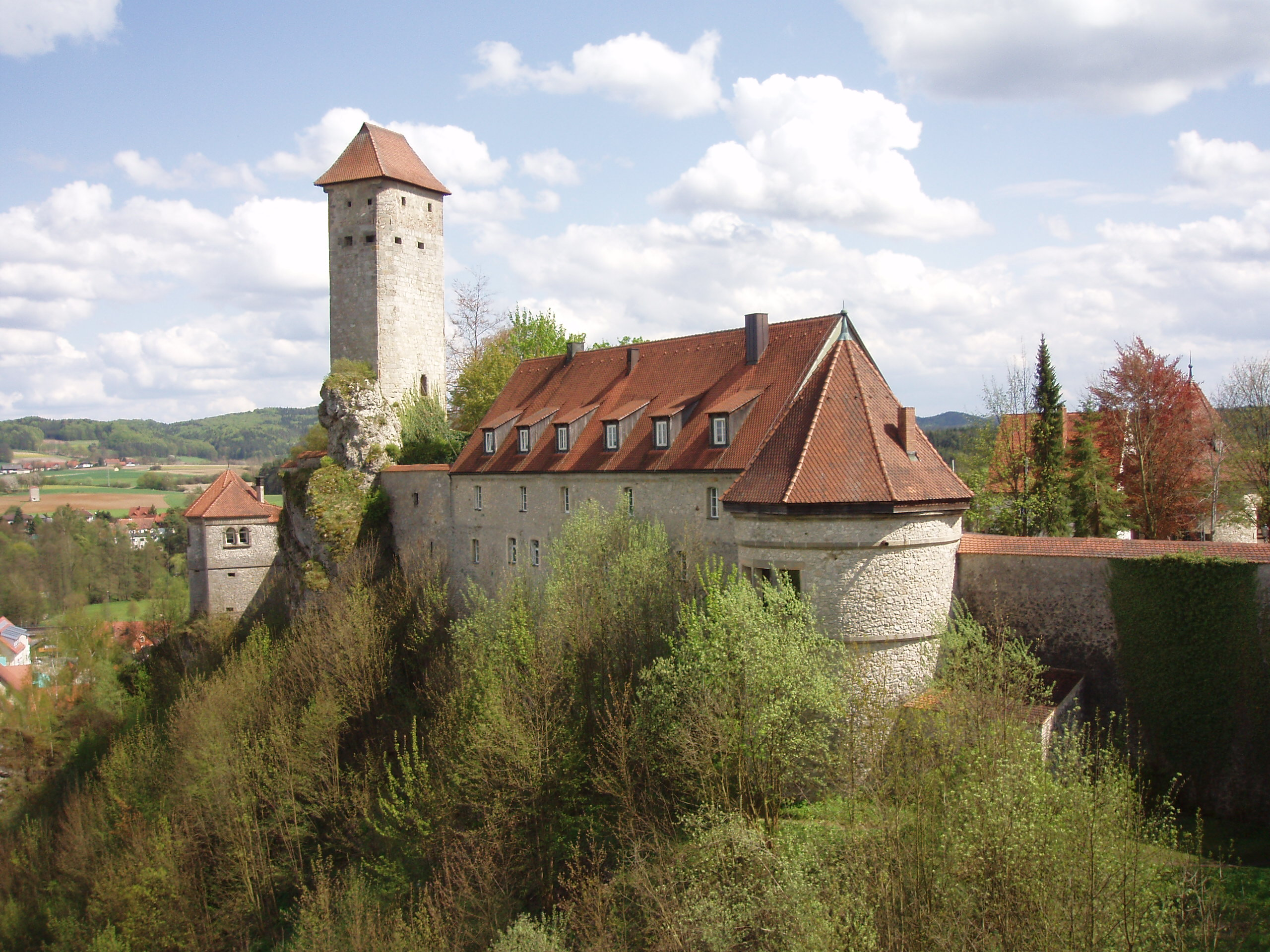
Burg Veldenstein

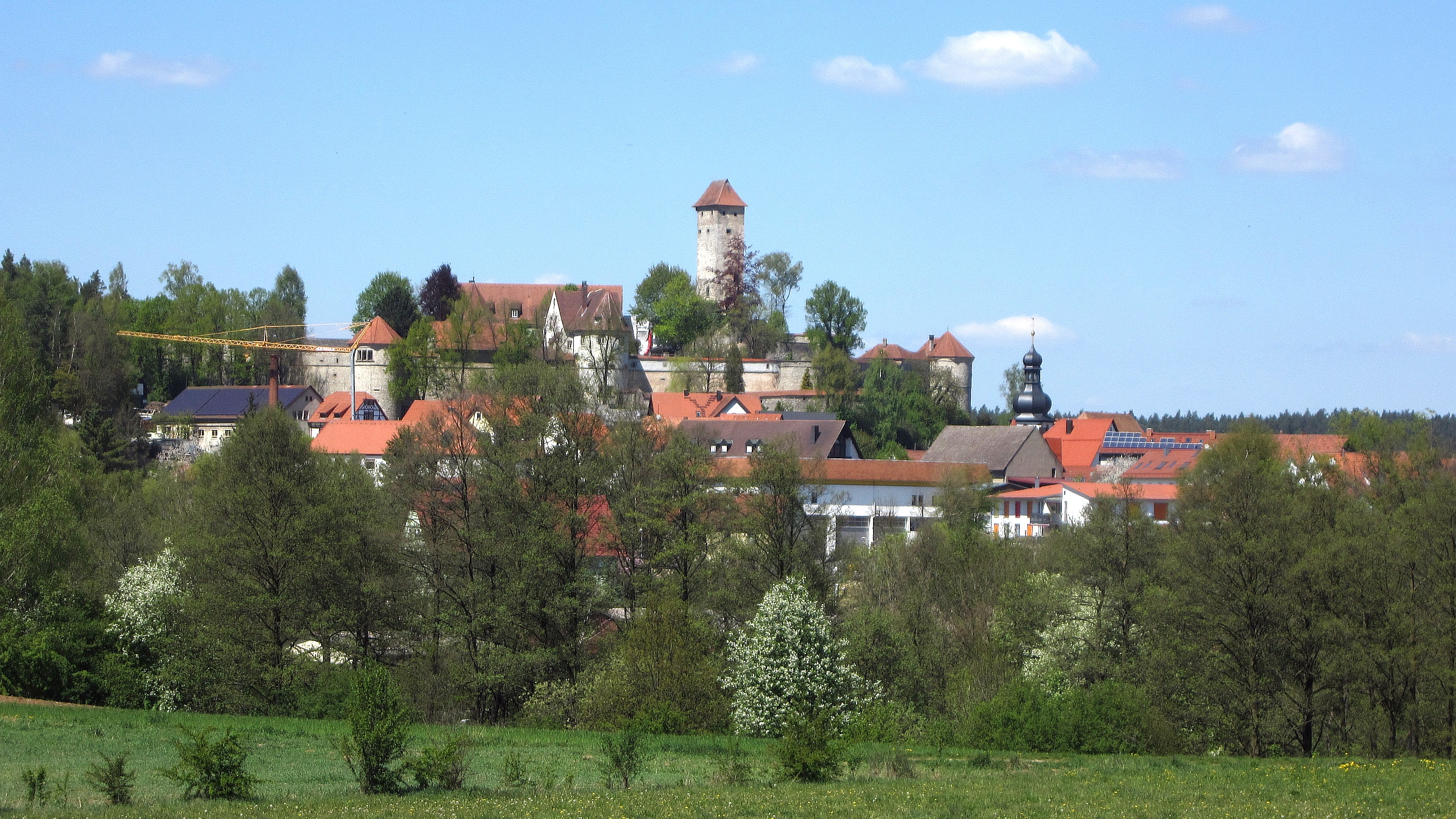
Lage der Burg über dem Ort

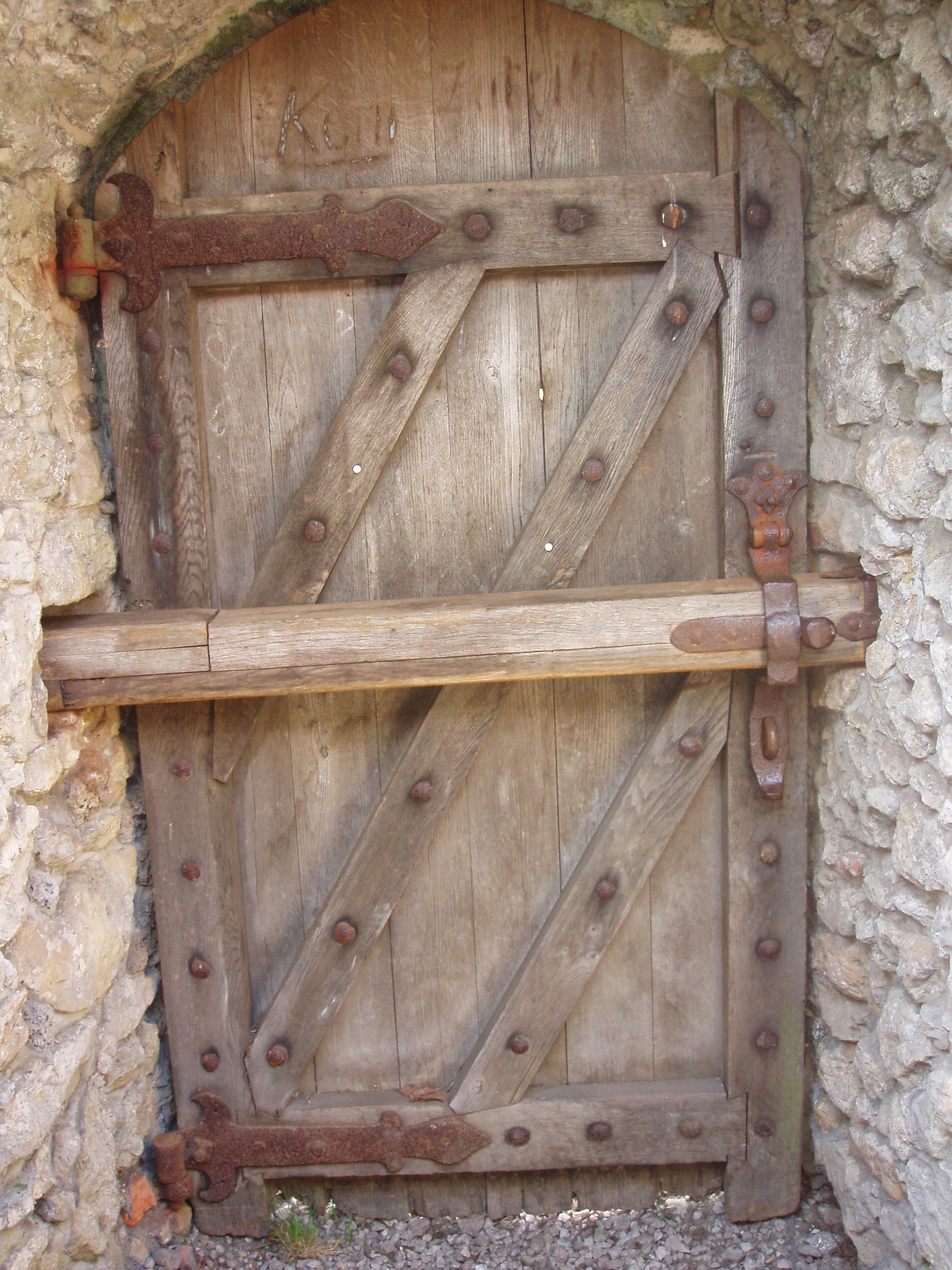
Zugang zum Bunker

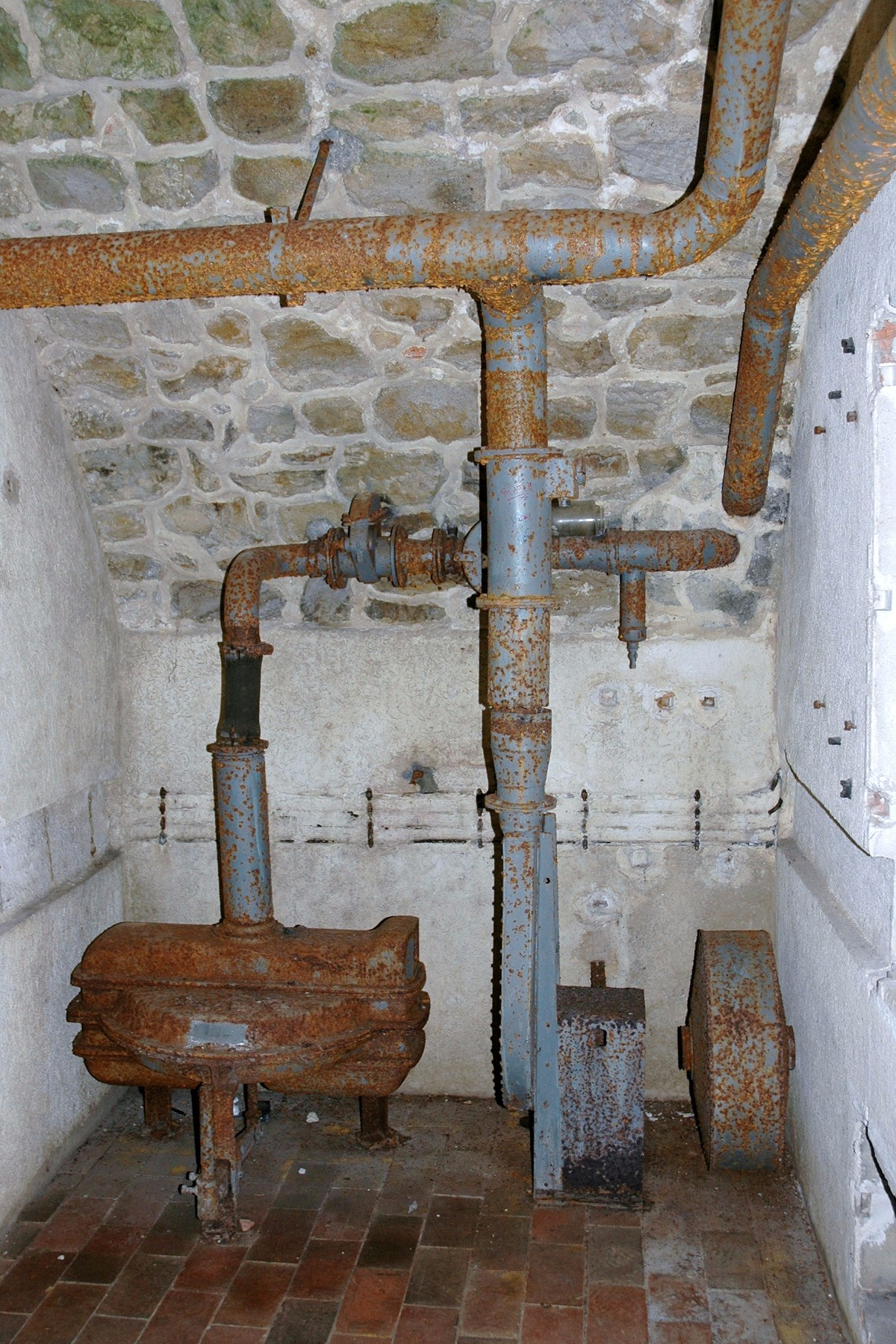
Belüftungsanlage im Bunker

Das Jahr der Erbauung der Burg Veldenstein sowie der Name des Erbauers sind nicht bestätigt.
Jedoch deutet vieles auf den Bischof von Eichstätt hin, der im Jahr 1008 im Auftrag Konrads II. Grenzbefestigungen an der Nordgrenze seines Bistums erbauen ließ.
1269 wurde die Burg erstmals als „novum castrum“ (neue Burg) urkundlich erwähnt.
Damals gehörte die Burg zum Hochstift Bamberg und war Amtsburg, also Verwaltungssitz, der Bamberger Bischöfe für die umgebenden Ländereien. 1323 wurde die Burg erstmals Veldenstein genannt.
Zuerst waren einfache Bauern Amtmänner auf der Burg, denen auch die Bauernhöfe am Burgberg, die sogenannten Burghutungen, gehörten.
Die Burg war damals kaum größer als der Bereich des Bergfriedes.
Ab dem 14. Jahrhundert kamen erstmals Adelige als Vertreter des Bischofs nach Veldenstein. Die Herren von Stör, von Egloffstein und später von Wiesenthau erhielten die Verwaltungsburg des Bischofs und das Amt zu Lehen.
Hans von Egloffstein erbaute Anfang des 15. Jahrhunderts die innere Burg.
Nachdem Bischof Georg I. von Schaumberg (1449–1475) die Burg von den Egloffsteinern eingelöst hatte, nahm sein Nachfolger Philipp von Henneberg (1475–1487) für die damalige Zeit gewaltige Erweiterungen vor und erbaute die äußere Burg und den Wehrgang-Zwinger. Er machte die Burg erstmals zur Residenzburg des Bischofs; in der Folge kam jeder Bischof mindestens einmal nach Veldenstein, um die Erbhuldigung seiner Untertanen entgegenzunehmen.
Die Burg war stark befestigt und hielt manchen Angriffen stand. Im 16. und 17. Jahrhundert wechselte durch Abtretungen und (Zurück-)Eroberungen mehrmals der Besitzer, die Burg wurde zwischenzeitlich von Brandenburgern, Nürnbergern und schließlich im Dreißigjährigen Krieg 1632 von den Schweden besetzt, denen drei Jahre später die Bayern folgten.
Schließlich residierten wieder die Bamberger Bischöfe auf Veldenstein, bis die Burg 1708 durch einen Blitzeinschlag in den Pulverturm zum großen Teil zerstört wurde.
Das Interesse der Bischöfe schwand und die Ruine verfiel mehr und mehr.
Neuhaus fiel 1803 infolge der Säkularisation nach dem Friedensvertrag von Lunéville mit Napoléon Bonaparte an Bayern und kam 1805 zur Oberpfalz. Da die verfallene Burg für Bayern nicht von Interesse war, wurde sie an Privatleute verkauft und wechselte wiederum mehrmals den Besitzer.
Wolfgang Brunnhuber verkaufte 1861 seinen gesamten Besitz an der Burg Veldenstein um 1300 Gulden und 44 Gulden Leihkauf an den pensionierten Landgerichtsfunktionär Carl Heinrich Friedrich August May, der von 1853 bis 1862 als Landrichter dort tätig gewesen war. Anna Sturm verkaufte ihm den Turm, die einstige Oberamtswohnung, das Hauptportal und alle Mauern 1863 für 300 Gulden, sodass die Burg wieder in einer Hand war. 1863 erfolgte der Ausbau eines Wohngebäudes auf der Burg. Der Getreidekasten wurde ersetzt und an seiner Stelle ein Herrenhaus im Stil des 19. Jahrhunderts errichtet. Landrichter May verstarb 1873 auf der Burg. Seine Witwe Anna Regina May trat gemeinsam mit ihren fünf Kindern die Erbschaft mit der Burg an. Eine Bausektion von 1871 bis 1878 unter Ingenieur G. C. Hennch führte Renovierungen durch, wollte die Burg erhalten und verschaffte der Witwe May einen Bauzuschuss zur Restaurierung des Turms, die 1875 beendet war. Sie ließ 1890 noch den Bauring renovieren. 1897 verkaufte sie die Burg dem Stabsarzt Hermann von Epenstein, Gutsbesitzer in Berlin, für 20.000 Mark. Epenstein bemühte sich, der Burg ihr ehemaliges Aussehen wiederzugeben, und wendete bis 1914 eine Million Mark für die Instandsetzung auf. Er beauftragte den Nürnberger Steinmetzmeister Johann Gröschel mit dem Ausbau der Burg; in einer fast zehnjährigen Bauzeit wurden die Mauern, Türme und Tore instand gesetzt.
In dieser Zeit wohnte auch die befreundete Familie Heinrich Göring im Herrenhaus der Burg Veldenstein. Deren Söhne Hermann und Albert, deren Taufpate Hermann von Epenstein war, gingen in Neuhaus und Velden zur Schule.
Nach dem Tod ihres Mannes verkaufte die Witwe Elisabeth von Epenstein die Burg 1939 an den zwischenzeitlich zum Reichsminister des nationalsozialistischen Regimes aufgestiegenen Hermann Göring. Dieser hatte ihr zuvor im Zuge der „Arisierung“ jüdischer Betriebe das marktführende Kondom-Unternehmen von Julius Fromm zu einem Spottpreis verschafft. Göring ließ die Burg renovieren und 1942 unter dem Herrenhaus einen bombensicheren Bunker mit eigener Strom-, Luft- und Wasserversorgung bauen.
Der selbsternannte Reichsjägermeister kam regelmäßig zur Jagd nach Veldenstein und ließ die Pegnitztalstraße asphaltieren. Den Wunsch der Neuhauser nach einer Badeanstalt wies er allerdings mit den Worten „Wenn ich meinen Arsch in die Pegnitz halten konnte, können die Neuhauser das auch“ zurück.
1945 wurden Neuhaus und die Burg nach kurzem Gefecht von den Amerikanern erobert, die in der Burg Quartier nahmen und sie mit Presslufthämmern nach Schätzen untersuchten. Der „Goldrausch“ war durch das Gerücht ausgebrochen, Göring habe die Kunstschätze aus seinem Anwesen in den letzten Kriegstagen nach Veldenstein geschickt. Gefunden wurde aber nur eine Kiste mit 36 alten Tischleuchtern sowie Wein, Sekt und Cognac.
Als die Amerikaner abzogen, kamen bis zu 100 Flüchtlinge in der Burg unter. Aus dieser Zeit stammt auch die deutlich im Parkett erkennbare Spur einer Trennwand im Nordost-Turm.
1950 wurde der Freistaat Bayern Eigentümer der Burg und stellte diese unter Denkmalschutz.
Ab 1968 wurde die Anlage von einer Falknerei genutzt, ehe 1972 die örtliche Kaiser Bräu Pächterin der Burg wurde. Das einstige Herrenhaus wurde als Hotel-Restaurant umgebaut und die Burganlage 1974 der Öffentlichkeit zugänglich gemacht; außerdem befinden sich einige Privatwohnungen auf dem Gelände.
Von 2002 bis 2014 fand auf der Burg jährlich Ende Juli das Veldensteiner-Festival statt, bei dem am Wochenende verschiedene Bands im Burghof spielten und ein Mittelaltermarkt veranstaltet wurde.
Am 31. Dezember 2012 lief der Pachtvertrag der Kaiser Bräu mit dem Freistaat Bayern aus. Das Hotel und die Wohnungen wurden geräumt, die Burg ist seitdem geschlossen und steht leer und der Freistaat prüft seitdem, wie sie künftig genutzt werden soll.
Im Mai 2013 stürzten 300 Tonnen Felsmaterial und Teile der Burgmauer ins Tal und beschädigten ein Haus. 16 Anwohner wurden evakuiert. Insgesamt 14 Monate war die Burg gesperrt. An der Stelle des Felsabbruchs entstand eine Aussichtsplattform. Ende Juli 2014 sollte die Burg wieder geöffnet werden. Wegen Sicherheitsbedenken blieb sie aber weiter geschlossen. Das Staatsbauamt hatte offensichtlich Untersuchungen anstellen lassen, wie es zum Felssturz kam, und die fehlende Regenwasserableitung als Grund ausgemacht. Daraufhin wurde ein umfangreiches Sanierungsprogramm begonnen, das bis 2022 dauern sollte. Erst danach kann der Ausbau der Räumlichkeiten für eine neue Nutzung beginnen.

Die Burg ist vom Bayerischen  Landesamt für Denkmalpflege als Baudenkmal (D-5-74-140-2) und Bodendenkmal (D-5-6335-0053) ausgewiesen. 